# Allium petri
Allium petri — вид трав'янистих рослин родини амарилісові (Amaryllidaceae), ендемік Ірану.

## Опис
Цибулини яйцюваті, 15–20 × 10–15 мм, зі смугастими червонувато-коричневими зовнішніми оболонками. Стеблина циліндрична, гладка, лише в сухому стані ребриста, завдовжки ≈ 30 см. Листки 5–7 см × 2–3 мм. Суцвіття напівкулясте, з багатьма квітками. Квітки вузько дзвінчасті; листочки оцвітини білувато-рожеві з зеленувато-коричневою серединною жилкою, витягнуто-еліптичні, ≈ 4 мм завдовжки. Пиляки бурі.

## Поширення
Ендемік Ірану.